# Gmina Sweti Nikołe
Gmina Sweti Nikołe (mac. Општина Свети Николе) – gmina miejska w środkowej Macedonii Północnej.
Graniczy z gminami: Łozowo od południowego zachodu, Sztip od południowego wschodu, Probisztip od wschodu, Kratowo od północy, Kumanowo od północnego zachodu oraz Petrowec i Wełes od zachodu.
Skład etniczny
- 97,34% – Macedończycy
- 1,29% – Arumuni
- 1,37% – pozostali

W skład gminy wchodzą:
- miasto: Sweti Nikołe;
- 32 wsie: Ałakince, Amzabegowo, Arbasanci, Bogosłowec, Buriłowci, Gorno Dzudzance, Gorno Crniliszte, Gorobinci, Dełisinci, Dołno Dzudzance, Dołno Crniliszte, Erdżelija, Kadrifakowo, Kneżje, Kruszica, Makresz, Malino, Mezdra, Meczkujewci, Mustafino, Nemańica, Oreł, Pawłeszenci, Patetino, Peszirowo, Preod, Ranczinci, Sopot, Stanułowci, Stańewci, Strojimanci, Trstenik.